# Lago Bello
El lago Bello es una masa de agua superficial léntica ubicada en la isla Grande de Tierra del Fuego, en la Provincia de Tierra del Fuego comuna de Porvenir en la Región de Magallanes y la Antártica Chilena.

## Ubicación y descripción
Está ubicado al noreste de la bahía Inútil y su espejo de agua cubre un área de 12,3 km².: 47 
El inventario público de lagos de Chile publicado por la Dirección General de Aguas lo incluye con el código BNA 12864094-1.

## Hidrología
Según el plan estratégico de gestión hídrica de Tierra del Fuego, este lago pertenece a "cuencas Atlánticas hasta frontera entre arroyo Alfa y afluentes río Grande", es decir una cuenca diferente a la del río Grande.: 147  El lago Bello y el lago Vergara aparecen en el mapa del IGM de 1945 (en escala 1:500000) como pertenecientes a dos cuencas endorreicas diferentes. El primero con el río China y el segundo con el cañadón Portales como respectivos cauces principales.